# کوتاه‌انگشتی
کوتاهی انگشت (انگلیسی: Brachydactyly) یک اصطلاح پزشکی است که به کوتاهی نسبی یک انگشت نسبت به طول سایر استخوان‌های بلند و سایر قسمت‌های بدن اشاره دارد. کوتاهی انگشت یک صفت ارثی و معمولاً چیره است. 
کوتاهی انگشت اغلب به صورت یک دُش‌اندامی (دیسملیای) جداگانه رخ می‌دهد، اما می‌تواند همراه با سایر ناهنجاری‌ها به عنوان بخشی از بسیاری از سندرم‌های مادرزادی نیز باشد. کوتاه‌انگشتی همچنین می‌تواند نشانه آن باشد که با افزایش سن، فرد در معرض خطر مشکلات قلبی قرار گرفته‌است.
دستورنگارهایی برای اندازه‌های طبیعی طول انگشت در تناسب با سایر اندازه‌های بدنی منتشر شده‌است. در ژنتیک بالینی، متداول‌ترین شاخص طول انگشت، نسبت بی‌بُعد طول انگشت سوم (وسط) به طول دست است. هر دو در واحدهای یکسانی بیان می‌شوند (مثلاً سانتی‌متر) و در یک دست باز از نوک انگشت تا چین‌های اصلی جایی که انگشت به کف دست و جایی که کف دست به مچ می‌پیوندد اندازه‌گیری می‌شوند.
درمان
برای درمان این موارد میتوان روش های مختلف رو از جمله روش الیزاروف را نام برد .که این روش با اتصال دستگاه بیرونی مینی الیزاروف و برش استخوان آنرا به تدریج بلند نمود .
کجی استخوان نیز بستگی به میزان و ناحیه آن امکان پذیر است 